# Neoclinus blanchardi
Neoclinus blanchardi là một loài cá nhỏ nhưng khá hung dữ và có miệng lớn và hành vi lãnh thổ tích cực. Khi hai con cá thuộc loài này có một trận chiến tranh giành lãnh thổ, chúng vật lộn bằng cách ấn miệng căng phồng của chúng vào nhau, như thể chúng đang hôn nhau. Điều này cho phép chúng xác định con nào lớn hơn và chiếm ưu thế trong cuộc chiến.
Loài này dài tới 30 xentimét (12 in). Chúng được tìm thấy tại Thái Bình Dương, ngoài khơn Bắc Mỹ, từ San Francisco, California, tới Baja California. Chúng có thể sống ở độ sâu 3 đến 73 mét (9,8 đến 239,5 ft).